# Manakin noir
Xenopipo atronitens
Espèce
Statut de conservation UICN

 LC  : Préoccupation mineure
Le Manakin noir (Xenopipo atronitens) est une espèce de passereaux de la famille des Pipridae.

## Répartition

Aire de répartition de Xenopipo atronitens.

Cet oiseau se rencontre en Bolivie, au Brésil, en Colombie, au Guyana, en Guyane, au Pérou, au Suriname et au Venezuela.

## Classification
Le nom valide complet (avec auteur) de ce taxon est Xenopipo atronitens Cabanis, 1847.
Ce taxon porte en français le nom vernaculaire ou normalisé suivant : Manakin noir,.